# Patrick LaBrecque
Pour les articles homonymes, voir Labrecque (homonymie).
Patrick LaBrecque est un acteur américain.

## Filmographie
- 1990 : In the Director's Chair: The Man Who Invented Edward Scissorhands (TV) : Brother
- 1991 : Le Plus Beau Cadeau du monde (All I Want for Christmas) : Marshall
- 1991 : Les Mamas en délire (en) (Backfield in Motion) (TV) : Freddie
- 1992 : Unbecoming Age (en) : Pinky
- 1992 : Beethoven : Bully
- 1993 : La Star de Chicago (Rookie of the Year) de Daniel Stern : George
- 1993 : Shimmer : Tony Kemler
- 1994 : Camp Nowhere : Grocery Checker
- 1995 : La Colo des gourmands (Heavy Weights) : Dawson
- 1996 : Le Cobaye 2 (Lawnmower Man 2: Beyond Cyberspace) : Shawn